# Danh sách Wikipedia

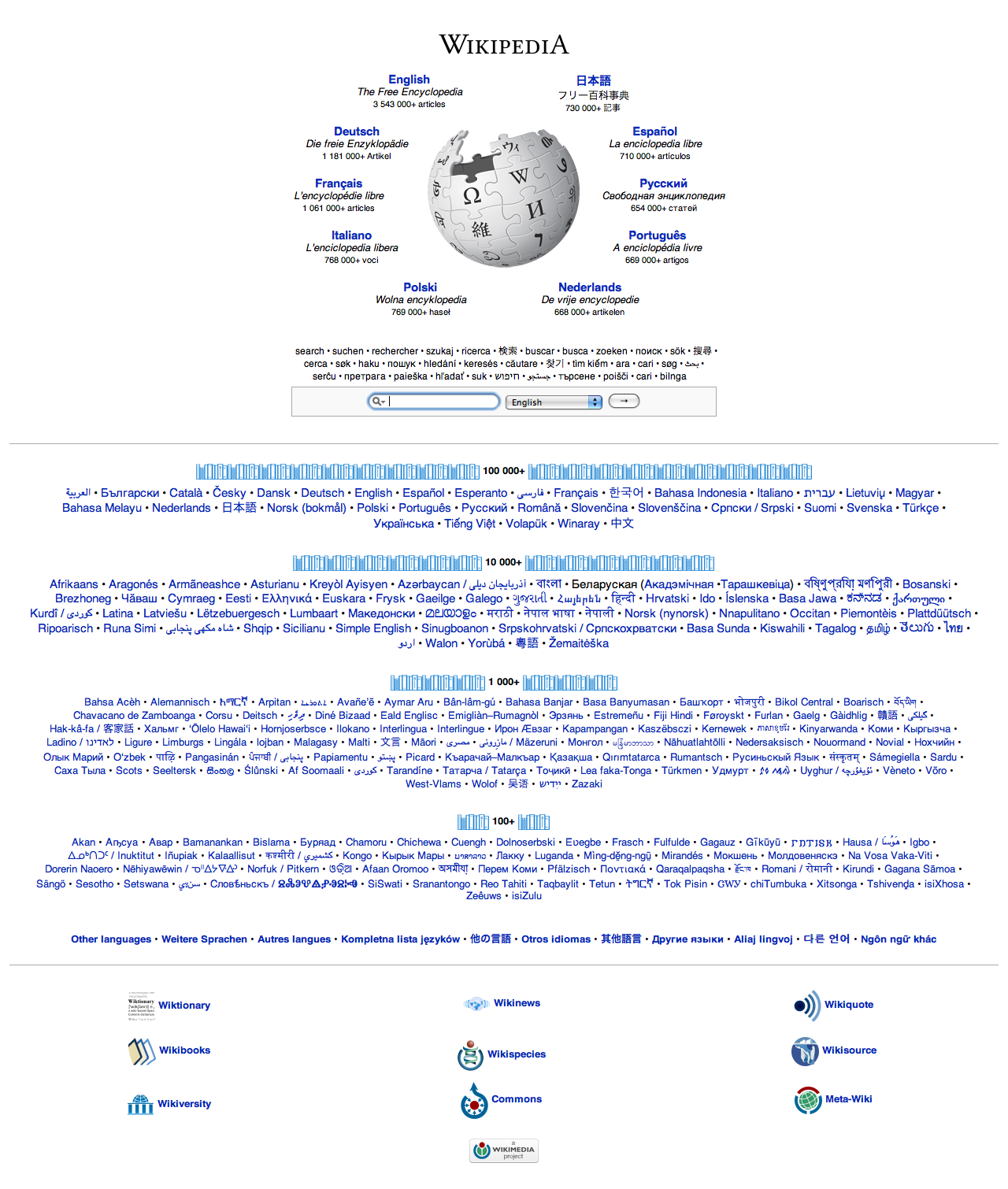
Hình chụp cổng thông tin Wikipedia www.wikipedia.org hiển thị các phiên bản ngôn ngữ khác nhau sắp xếp theo thứ tự số lượng bài viết.

Đây là danh sách của nhiều phiên bản ngôn ngữ khác nhau của Wikipedia.

## Danh sách
| Ngôn ngữ                         | Tên bản địa                     | Wiki         |
| -------------------------------- | ------------------------------- | ------------ |
| Tiếng Anh                        | English                         | en           |
| Tiếng Đức                        | Deutsch                         | de           |
| Tiếng Pháp                       | Français                        | fr           |
| Tiếng Ba Lan                     | Polski                          | pl           |
| Tiếng Nhật                       | 日本語                          | ja           |
| Tiếng Ý                          | Italiano                        | it           |
| Tiếng Hà lan                     | Nederlands                      | nl           |
| Tiếng Bồ Đào Nha                 | Português                       | pt           |
| Tiếng Tây Ban Nha                | Español                         | es           |
| Tiếng Nga                        | Русский                         | ru           |
| Tiếng Thụy Điển                  | Svenska                         | sv           |
| Tiếng Trung                      | 中文                            | zh           |
| Tiếng Na-uy (Bokmål)             | Norsk (Bokmål)                  | no           |
| Tiếng Phần Lan                   | Suomi                           | fi           |
| Tiếng Catalan                    | Català                          | ca           |
| Tiếng Volapük                    | Volapük                         | vo           |
| Tiếng Romania                    | Română                          | ro           |
| Tiếng Thổ Nhĩ Kỳ                 | Türkçe                          | tr           |
| Tiếng Ukraina                    | Українська                      | uk           |
| Tiếng Esperanto                  | Esperanto                       | eo           |
| Tiếng Séc                        | Čeština                         | cs           |
| Tiếng Slovak                     | Slovenčina                      | sk           |
| Tiếng Hungari                    | Magyar                          | hu           |
| Tiếng Đan Mạch                   | Dansk                           | da           |
| Tiếng Indonesia                  | Bahasa Indonesia                | id           |
| Tiếng Do Thái                    | עברית                           | he           |
| Tiếng Litva                      | Lietuvių                        | lt           |
| Tiếng Hàn                        | 한국어                          | ko           |
| Tiếng Serbia                     | Српски / Srpski                 | sr           |
| Tiếng Slovenia                   | Slovenščina                     | sl           |
| Tiếng A Rập                      | العربية                         | ar           |
| Tiếng Bungari                    | Български                       | bg           |
| Tiếng Estonia                    | Eesti                           | et           |
| Tiếng Croatia                    | Hrvatski                        | hr           |
| Tiếng Newar / Nepal Bhasa        | नेपाल भाषा                          | new          |
| Tiếng Việt                       | Tiếng Việt                      | vi           |
| Tiếng Telugu                     | తెలుగు                             | te           |
| Tiếng Norwegian (Nynorsk)        | Nynorsk                         | nn           |
| Tiếng Ba Tư                      | فارسی                           | fa           |
| Tiếng Thái Lan                   | ไทย                             | th           |
| Tiếng Galician                   | Galego                          | gl           |
| Tiếng Hy Lạp                     | Ελληνικά                        | el           |
| Tiếng Cebuano                    | Sinugboanong Binisaya           | ceb          |
| Tiếng Anh đơn giản               | Simple English                  | simple       |
| Tiếng Mã Lai                     | Bahasa Melayu                   | ms           |
| Tiếng Basque                     | Euskara                         | eu           |
| Tiếng Haiti                      | Krèyol ayisyen                  | ht           |
| Tiếng Bosnia                     | Bosanski                        | bs           |
| Tiếng Bishnupriya Manipuri       | ইমার ঠার/বিষ্ণুপ্রিয়া মণিপুরী              | bpy          |
| Tiếng Luxembourg                 | Lëtzebuergesch                  | lb           |
| Tiếng Gruzia                     | ქართული                         | ka           |
| Tiếng Iceland                    | Íslenska                        | is           |
| Tiếng Albania                    | Shqip                           | sq           |
| Tiếng Latin                      | Latina                          | la           |
| Tiếng Breton                     | Brezhoneg                       | br           |
| Tiếng Hindi                      | हिन्दी                             | hi           |
| Tiếng Azeri                      | Azərbaycan                      | az           |
| Tiếng Bengali                    | বাংলা                              | bn           |
| Tiếng Macedonia                  | Македонски                      | mk           |
| Tiếng Marathi                    | मराठी                             | mr           |
| Tiếng Serbo-Croatian             | Srpskohrvatski / Српскохрватски | sh           |
| Tiếng Tagalog                    | Tagalog                         | tl           |
| Tiếng Xen tơ (Xứ Wales)          | Cymraeg                         | cy           |
| Tiếng Ido                        | Ido                             | io           |
| Tiếng Piedmontese                | Piemontèis                      | pms          |
| Tiếng Latvia                     | Latviešu                        | lv           |
| Tiếng Tamil                      | தமிழ்                             | ta           |
| Tiếng Sunda                      | Basa Sunda                      | su           |
| Tiếng Occitan                    | Occitan                         | oc           |
| Tiếng Java                       | Basa Jawa                       | jv           |
| Tiếng Neapolitan                 | Nnapulitano                     | nap          |
| Tiếng Low Saxon                  | Plattdüütsch                    | nds          |
| Tiếng Sicilian                   | Sicilianu                       | scn          |
| Tiếng Belarus                    | Беларуская                      | be           |
| Tiếng Asturian                   | Asturianu                       | ast          |
| Tiếng Iran (của người Kurd)      | Kurdî / كوردی                   | ku           |
| Tiếng Walloon                    | Walon                           | wa           |
| Tiếng Afrikaans                  | Afrikaans                       | af           |
| Tiếng Belarusian (Tarashkevitsa) | Беларуская (тарашкевіца)        | be-x-old     |
| Tiếng Aragonese                  | Aragonés                        | an           |
| Tiếng Tajik                      | Тоҷикӣ                          | tg           |
| Tiếng Ripuarian                  | Ripoarisch                      | ksh          |
| Tiếng Tây Frisian                | Frysk                           | fy           |
| Tiếng Chuvash                    | Чăваш                           | cv           |
| Tiếng Venetian                   | Vèneto                          | vec          |
| Tiếng Cantonese                  | 粵語                            | zh-yue       |
| Tiếng Tarantino                  | Tarandíne                       | roa-tara     |
| Tiếng Urdu                       | اردو                            | ur           |
| Tiếng Quechua                    | Runa Simi                       | qu           |
| Tiếng Swahili                    | Kiswahili                       | sw           |
| Tiếng Uzbek                      | O‘zbek                          | uz           |
| Tiếng Ai len                     | Gaeilge                         | ga           |
| Tiếng Samogitian                 | Žemaitėška                      | bat-smg      |
| Tiếng Maori                      | Māori                           | mi           |
| Tiếng Scottish Gaelic            | Gàidhlig                        | gd           |
| Tiếng Malayalam                  | മലയാളം                            | ml           |
| Tiếng Yoruba                     | Yorùbá                          | yo           |
| Tiếng Corsican                   | Corsu                           | co           |
| Tiếng Kannada                    | ಕನ್ನಡ                            | kn           |
| Tiếng Kapampangan                | Kapampangan                     | pam          |
| Tiếng Yiddish                    | ייִדיש                           | yi           |
| Tiếng Upper Sorbian              | Hornjoserbsce                   | hsb          |
| Tiếng Nahuatl                    | Nāhuatl                         | nah          |
| Tiếng Interlingua                | Interlingua                     | ia           |
| Tiếng Limburgian                 | Limburgs                        | li           |
| Tiếng Phạn                       | संस्कृतम्                           | sa           |
| Tiếng Alemannic                  | Alemannisch                     | als          |
| Tiếng Armenian                   | Հայերեն                         | hy           |
| Tiếng Tatar                      | Tatarça / Татарча               | tt           |
| Tiếng Aromanian                  | Armãneashce                     | roa-rup      |
| Tiếng Min Nan                    | Bân-lâm-gú                      | zh-min-nan   |
| Tiếng Pangasinan                 | Pangasinan                      | pag          |
| Tiếng Banyumasan                 | Basa Banyumasan                 | map-bms      |
| Tiếng Amharic                    | አማርኛ                            | am           |
| Tiếng Wu                         | 吴语                            | wuu          |
| Tiếng Faroese                    | Føroyskt                        | fo           |
| Tiếng Norman                     | Nouormand/Normaund              | nrm          |
| Tiếng West Flemish               | West-Vlams                      | vls          |
| Tiếng Lombard                    | Lumbaart                        | lmo          |
| Tiếng Dutch Low Saxon            | Nedersaksisch                   | nds-nl       |
| Tiếng Romansh                    | Rumantsch                       | rm           |
| Tiếng Northern Sami              | Sámegiella                      | se           |
| Tiếng Nepali                     | नेपाली                             | ne           |
| Tiếng Waray-Waray                | Winaray                         | war          |
| Tiếng Friulian                   | Furlan                          | fur          |
| Tiếng Ligurian                   | Líguru                          | lij          |
| Tiếng Novial                     | Novial                          | nov          |
| Tiếng Scots                      | Scots                           | sco          |
| Tiếng Divehi                     | ދިވެހިބަސް                           | dv           |
| Tiếng Bihari                     | भोजपुरी                            | bh           |
| Tiếng Zazaki                     | Zazaki                          | diq          |
| Tiếng Pali                       | पाऴि                              | pi           |
| Tiếng Kazakh                     | Қазақша                         | kk           |
| Tiếng Ilokano                    | Ilokano                         | ilo          |
| Tiếng Ossetian                   | Иронау                          | os           |
| Tiếng Classical Chinese          | 古文 / 文言文                   | zh-classical |
| Tiếng Maltese                    | Malti                           | mt           |
| Tiếng Franco-Provençal/Arpitan   | Arpitan                         | frp          |
| Tiếng Ladino                     | Dzhudezmo                       | lad          |
| Tiếng Võro                       | Võro                            | fiu-vro      |
| Tiếng Pennsylvania German        | Deitsch                         | pdc          |
| Tiếng Kashubian                  | Kaszëbsczi                      | csb          |
| Tiếng Bavarian                   | Boarisch                        | bar          |
| Tiếng Cornish                    | Kernewek/Karnuack               | kw           |
| Tiếng Tongan                     | faka Tonga                      | to           |
| Tiếng Mongolian                  | Монгол                          | mn           |
| Tiếng Hawaiian                   | Hawai`i                         | haw          |
| Tiếng Khmer                      | ភាសាខ្មែរ                           | km           |
| Tiếng Manx                       | Gaelg                           | gv           |
| Tiếng Pashto                     | پښتو                            | ps           |
| Tiếng Anglo-Saxon                | Englisc                         | ang          |
| Tiếng Turkmen                    | تركمن / Туркмен                 | tk           |
| Tiếng Lingala                    | Lingala                         | ln           |
| Tiếng Interlingue                | Interlingue                     | ie           |
| Tiếng Tok Pisin                  | Tok Pisin                       | tpi          |
| Tiếng Gujarati                   | ગુજરાતી                            | gu           |
| Tiếng Tahitian                   | Reo Mā`ohi                      | ty           |
| Tiếng Crimean Tatar              | Qırımtatarca                    | crh          |
| Tiếng Wolof                      | Wolof                           | wo           |
| Tiếng Lojban                     | Lojban                          | jbo          |
| Tiếng Aymara                     | Aymar                           | ay           |
| Tiếng Sardinian                  | Sardu                           | sc           |
| Tiếng Sinhalese                  | සිංහල                             | si           |
| Tiếng Zealandic                  | Zeêuws                          | zea          |
| Tiếng Emilian-Romagnol           | Emiliàn e rumagnòl              | eml          |
| Tiếng Kirghiz                    | Кыргызча                        | ky           |
| Tiếng Igbo                       | Igbo                            | ig           |
| Tiếng Oriya                      | ଓଡ଼ିଆ                             | or           |
| Tiếng Malagasy                   | Malagasy                        | mg           |
| Tiếng Zamboanga Chavacano        | Chavacano de Zamboanga          | cbk-zam      |
| Tiếng Kongo                      | KiKongo                         | kg           |
| Tiếng Gilaki                     | گیلکی                           | glk          |
| Tiếng Assyrian Neo-Aramaic       | ܐܪܡܝܐ                           | arc          |
| Tiếng Romani                     | romani - रोमानी                    | rmy          |
| Tiếng Guarani                    | Avañe'ẽ                         | gn           |
| Tiếng Moldovan                   | Молдовеняскэ                    | mo           |
| Tiếng Somali                     | Soomaaliga                      | so           |
| Tiếng Kabyle                     | Taqbaylit                       | kab          |
| Tiếng Kashmiri                   | कश्मीरी / كشميري                   | ks           |
| Tiếng Saterland Frisian          | Seeltersk                       | stq          |
| Tiếng Chechen                    | Нохчийн                         | ce           |
| Tiếng Central_Bicolano           | Bikol                           | bcl          |
| Tiếng Udmurt                     | Удмурт кыл                      | udm          |
| Tiếng Mazandarani                | مَزِروني                          | mzn          |
| Tiếng Papiamentu                 | Papiamentu                      | pap          |
| Tiếng Old Church Slavonic        | Словѣньскъ                      | cu           |
| Tiếng Sakha                      | Саха тыла                       | sah          |
| Tiếng Tetum                      | Tetun                           | tet          |
| Tiếng Sindhi                     | سنڌي، سندھی ، सिन्ध               | sd           |
| Tiếng Lào                        | ລາວ                             | lo           |
| Tiếng Bashkir                    | Башҡорт                         | ba           |
| Tiếng Punjabi                    | ਪੰਜਾਬੀ                             | pa           |
| Tiếng Inuktitut                  | ᐃᓄᒃᑎᑐᑦ                          | iu           |
| Tiếng Nauruan                    | dorerin Naoero                  | na           |
| Tiếng Gothic                     | 𐌲𐌿𐍄𐌹𐍃𐌺                          | got          |
| Tiếng Tibetan                    | བོད་སྐད                           | bo           |
| Tiếng Lower Sorbian              | Dolnoserbski                    | dsb          |
| Tiếng Cherokee                   | ᏣᎳᎩ                             | chr          |
| Tiếng Min Dong                   | Mìng-dĕ̤ng-ngṳ̄                   | cdo          |
| Tiếng Hakka                      | Hak-kâ-fa / 客家話              | hak          |
| Tiếng Oromo                      | Oromoo                          | om           |
| Tiếng Burmese                    | မ္ရန္မာစာ                           | my           |
| Tiếng Samoan                     | Gagana Samoa                    | sm           |
| Tiếng Ewe                        | Eʋegbe                          | ee           |
| Tiếng Uyghur                     | Oyghurque                       | ug           |
| Tiếng Assamese                   | অসমীয়া                            | as           |
| Tiếng Tigrinya                   | ትግርኛ                            | ti           |
| Tiếng Avar                       | Авар                            | av           |
| Tiếng Bambara                    | Bamanankan                      | bm           |
| Tiếng Zulu                       | isiZulu                         | zu           |
| Tiếng Navajo                     | Diné bizaad                     | nv           |
| Tiếng Cree                       | Nehiyaw                         | cr           |
| Tiếng Norfolk                    | Norfuk                          | pih          |
| Tiếng Swati                      | SiSwati                         | ss           |
| Tiếng Venda                      | Tshivenda                       | ve           |
| Tiếng Bislama                    | Bislama                         | bi           |
| Tiếng Kinyarwanda                | Ikinyarwanda                    | rw           |
| Tiếng Chamorro                   | Chamoru                         | ch           |
| Tiếng Xhosa                      | isiXhosa                        | xh           |
| Tiếng Greenlandic                | Kalaallisut                     | kl           |
| Tiếng Inupiak                    | Iñupiak                         | ik           |
| Tiếng Buginese                   | Basa Ugi                        | bug          |
| Tiếng Dzongkha                   | ཇོང་ཁ                            | dz           |
| Tiếng Tsonga                     | Xitsonga                        | ts           |
| Tiếng Tswana                     | Setswana                        | tn           |
| Tiếng Komi                       | Коми                            | kv           |
| Tiếng Tumbuka                    | chiTumbuka                      | tum          |
| Tiếng Kalmyk                     | Хальмг                          | xal          |
| Tiếng Sesotho                    | Sesotho                         | st           |
| Tiếng Twi                        | Twi                             | tw           |
| Tiếng Buryat (Nga)               | Буряад                          | bxr          |
| Tiếng Akan                       | Akana                           | ak           |
| Tiếng Abkhazian                  | Аҧсуа                           | ab           |
| Tiếng Chichewa                   | Chi-Chewa                       | ny           |
| Tiếng Fijian                     | Na Vosa Vakaviti                | fj           |
| Tiếng Lak                        | Лакку                           | lbe          |
| Tiếng Kikuyu                     | Gĩkũyũ                          | ki           |
| Tiếng Zhuang                     | Cuengh                          | za           |
| Tiếng Fula                       | Fulfulde                        | ff           |
| Tiếng Luganda                    | Luganda                         | lg           |
| Tiếng Shona                      | chiShona                        | sn           |
| Tiếng Hausa                      | هَوُسَ                             | ha           |
| Tiếng Sango                      | Sängö                           | sg           |
| Tiếng Sichuan Yi                 | ꆇꉙ                            | ii           |
| Tiếng Choctaw                    | Choctaw                         | cho          |
| Tiếng Kirundi                    | Kirundi                         | rn           |
| Tiếng Marshallese                | Ebon                            | mh           |
| Tiếng Cheyenne                   | Tsetsêhestâhese                 | chy          |
| Tiếng Afar                       | Afar                            | aa           |
| Tiếng Ndonga                     | Oshiwambo                       | ng           |
| Tiếng Kuanyama                   | Kuanyama                        | kj           |
| Tiếng Hiri Motu                  | Hiri Motu                       | ho           |
| Tiếng Muscogee                   | Muskogee                        | mus          |
| Tiếng Kanuri                     | Kanuri                          | kr           |
| Tiếng Herero                     | Otsiherero                      | hz           |
| Tiếng Tokipona                   | Tokipona                        | tokipona     |

## Các biểu đồ so sánh

### Dựa trên số lượng bài
|  |  |

### Dựa trên số lượng tài khoản người dùng
|  |  |